# Inghilterra-Scozia (1870-1872)
Tra il 1870 e il 1872 la Federazione calcistica dell'Inghilterra organizzò cinque partite di calcio tra Inghilterra e Scozia, tutte tenutesi a Londra. La prima di queste partite fu giocata allo stadio The Oval il 5 marzo 1870 e la quinta fu giocata il 21 febbraio 1872. Queste partite, che furono organizzate da Charles Alcock, sono le precorritrici del calcio internazionale moderno e vennero riferite come "partite internazionali" all'epoca ma non sono riconosciute dalla FIFA, poiché la squadra scozzese non era una vera e propria nazionale, ma una selezione dei migliori giocatori scozzesi residenti a Londra. A queste partite fece seguito l'incontro del 30 novembre 1872 tenutosi a Glasgow che è ufficialmente riconosciuto essere la prima partita internazionale di calcio.

## Elenco delle partite
| Data             | Squadre            | Risultato |
| ---------------- | ------------------ | --------- |
| 5 marzo 1870     | Inghilterra-Scozia | 1-1       |
| 19 novembre 1870 | Inghilterra-Scozia | 1-0       |
| 25 febbraio 1871 | Inghilterra-Scozia | 1-1       |
| 18 novembre 1871 | Inghilterra-Scozia | 2-1       |
| 24 febbraio 1872 | Inghilterra-Scozia | 1-0       |